# Антомоново
Антомоново (рос. Антомоново) — присілок у Лодєйнопольському районі Ленінградської області Російської Федерації.
Населення становить 6 осіб. Належить до муніципального утворення Доможировське сільське поселення.

## Історія
Згідно із законом від 20 вересня 2004 року № 63-оз належить до муніципального утворення Доможировське сільське поселення.

## Населення
| 1838 | 1862 | 1950 | 1997 | 2007 | 2010 | 2014 |
| ---- | ---- | ---- | ---- | ---- | ---- | ---- |
| 131  | ↗150 | ↘48  | ↘8   | ↘6   | ↗8   | ↘6   |